# Cattedrale dei Santi Pietro e Paolo (Washington)
La cattedrale dei Santi Pietro e Paolo di Washington (in inglese: Cathedral Church of Saint Peter and Saint Paul in the City and Diocese of Washington), detta anche Washington National Cathedral, è un luogo di culto della Chiesa episcopale degli Stati Uniti d'America sito nella capitale federale della nazione. È la sesta cattedrale più vasta al mondo e la seconda chiesa più grande degli USA.

## Storia
La prima idea della costruzione di una grandiosa cattedrale nazionale americana, dopo il successo dei moti della rivolta statunitense, era sorta nel 1792 e già l'ingegnere civile ed architetto Pierre Charles L'Enfant aveva destinato a Washington un grande terreno per accogliere la cattedrale.
A causa però della situazione internazionale e delle scarse finanze del novello governo, il progetto venne abbandonato e su tale area sorge oggi invece la National Portrait Gallery.
L'idea riprese con forza dopo il congresso del 6 gennaio 1893 che istituiva la Chiesa protestante episcopale degli Stati Uniti d'America, e la costruzione ebbe inizio il 29 settembre 1907, reificando così il sogno del principale luogo di culto della neonata Chiesa negli USA. Alla cerimonia di fondazione partecipò anche l'allora Presidente degli Stati Uniti Theodore Roosevelt.
Nel 1912 la Bethlehem Chapel venne terminata ed aperta quindi al pubblico culto ed all'officiatura del servizio liturgico. I lavori andarono avanti per 83 anni e l'inaugurazione della chiesa si ebbe solo nel 1990 alla presenza di George H. W. Bush.
Martin Luther King tenne la sua ultima predica dal pulpito di questa chiesa, prima di essere assassinato.

## La cattedrale

### Arte ed architettura

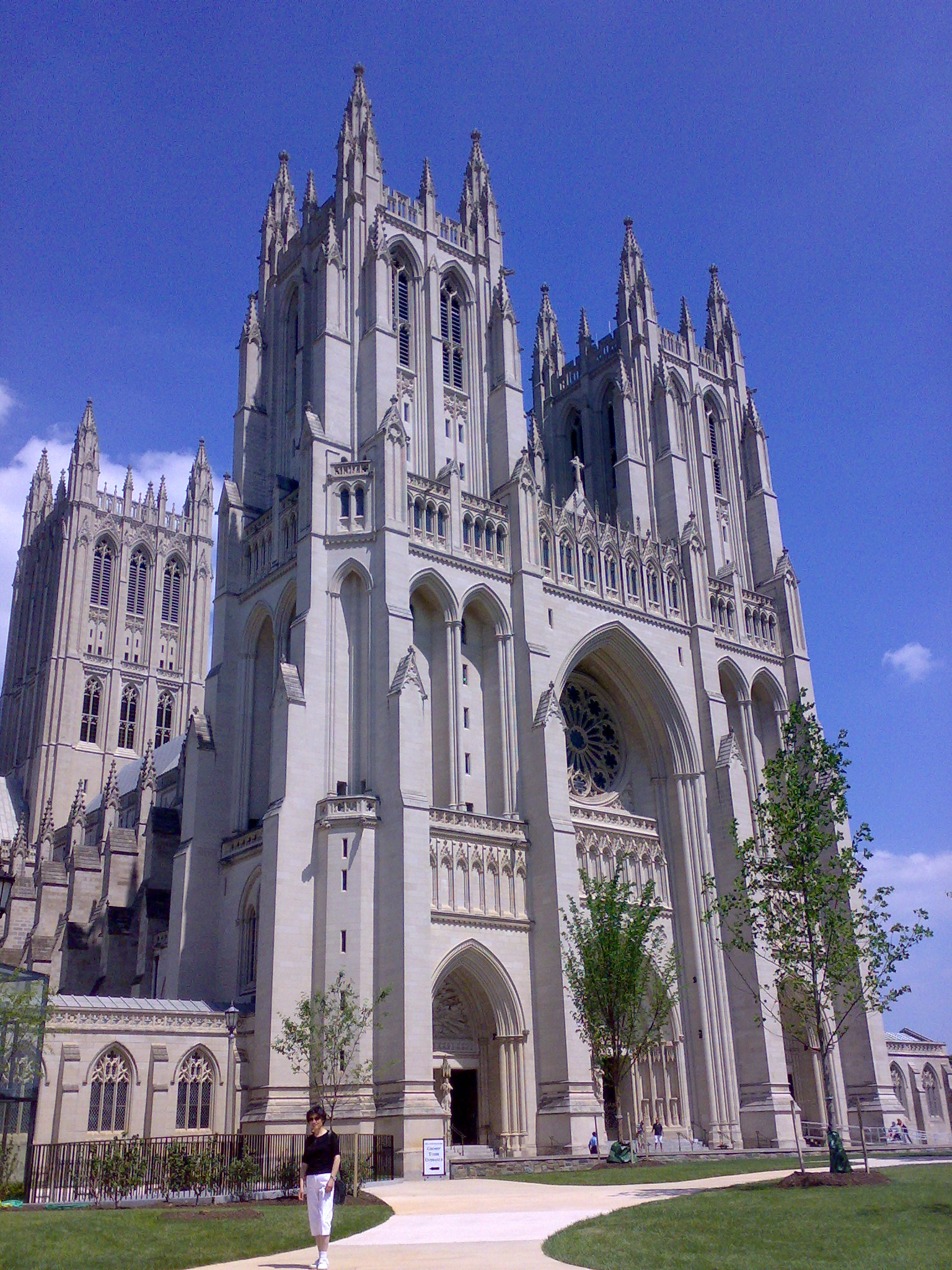
La facciata.

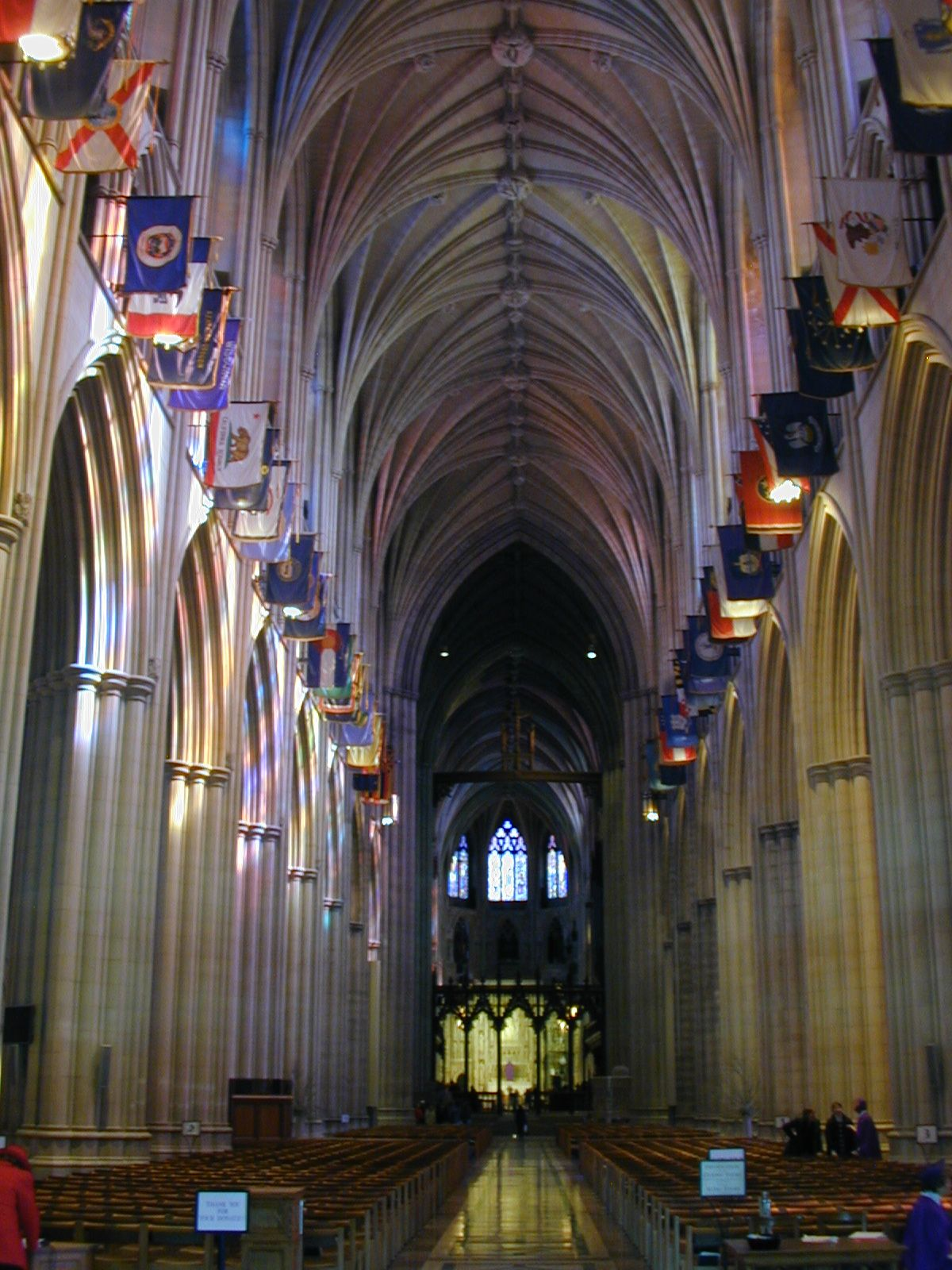
L'interno.

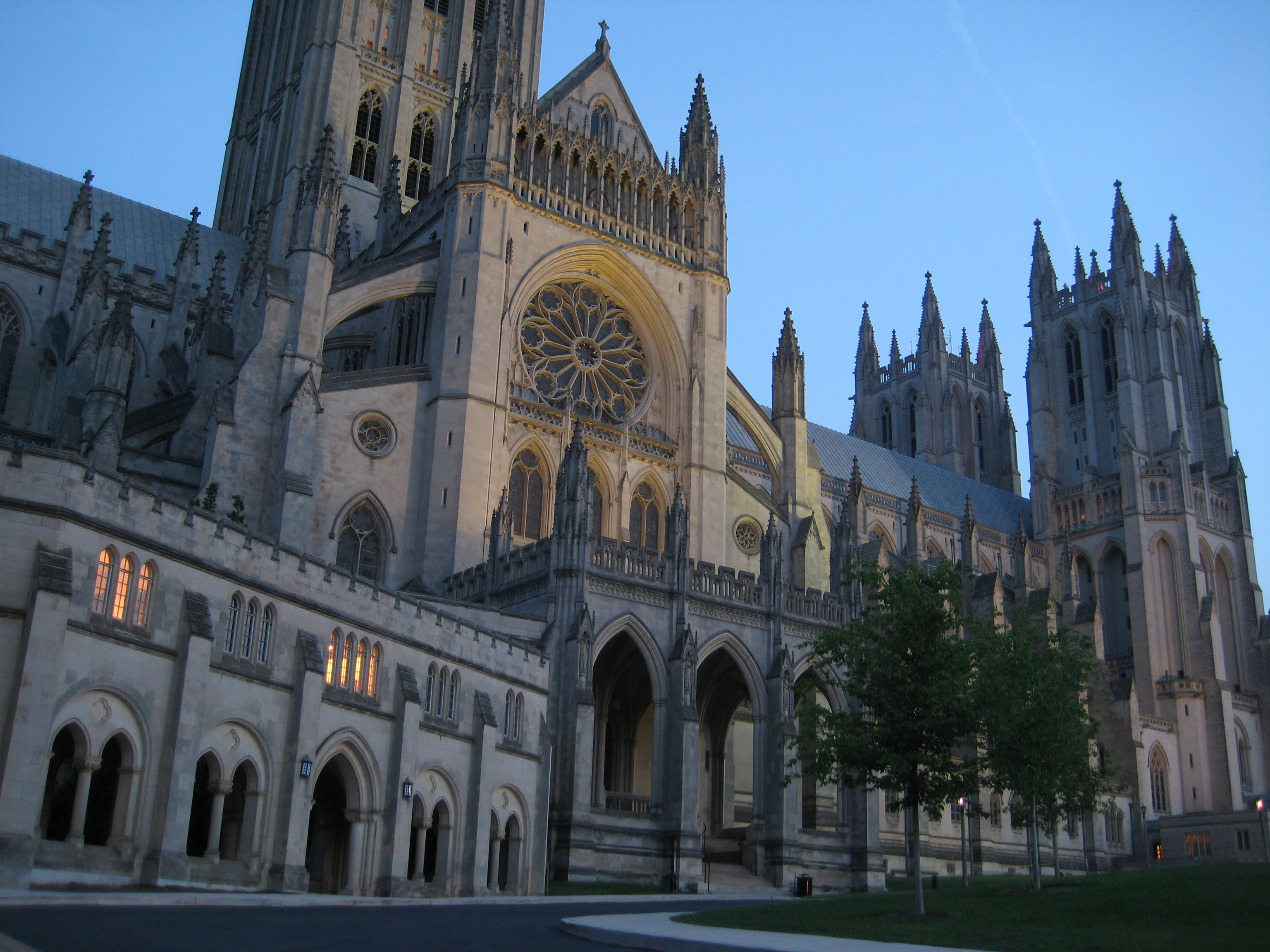
Il fianco ed il transetto.

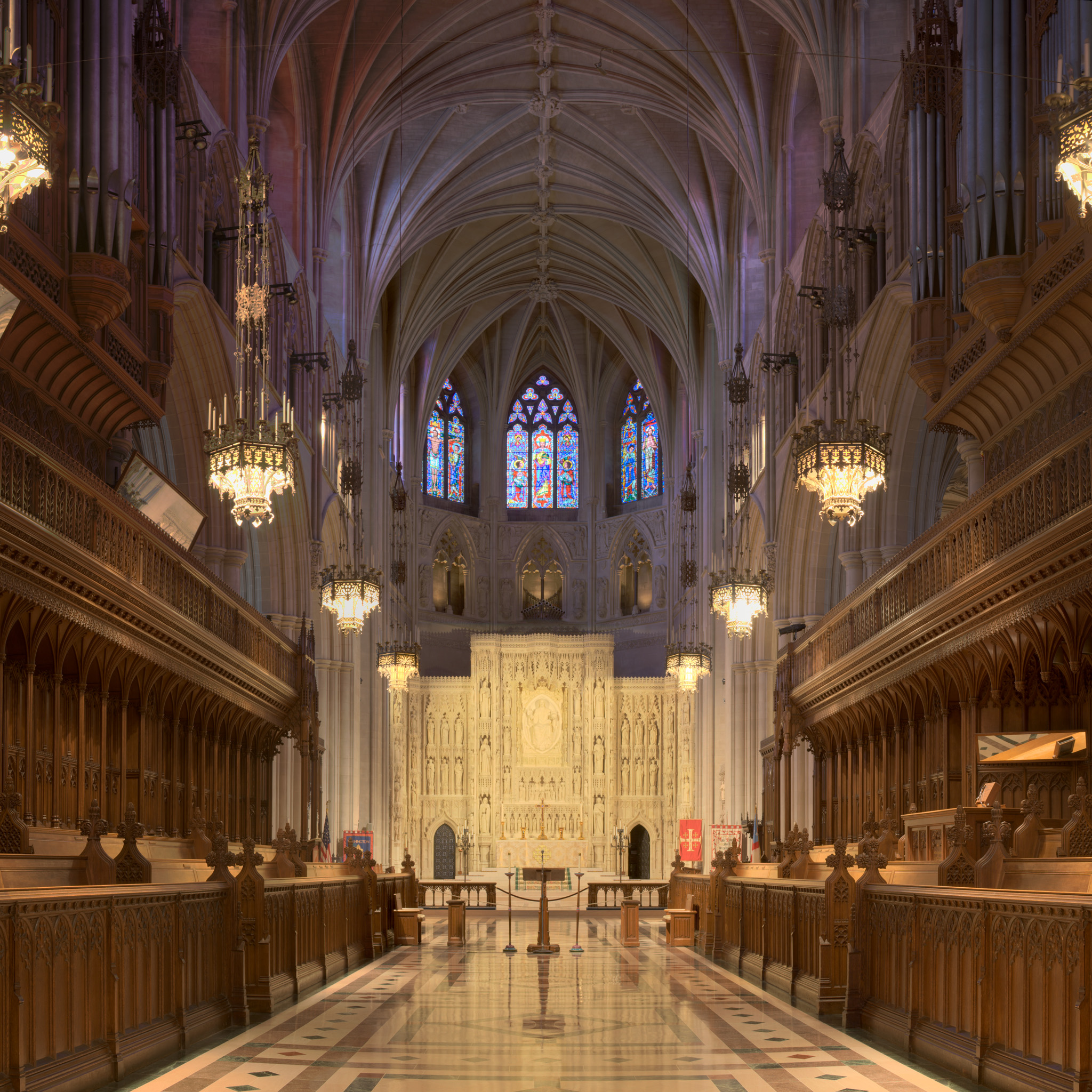
Il coro.

Il disegno finale che venne presentato per la costruzione della cattedrale, era in pieno neogotico ed arrivava a mischiare diversi tratti dello stile gotico medioevale, chiaramente identificabile negli archi a sesto acuto e nella grande varietà delle volte interne o nelle vetrate che ravvicinano questa struttura alle più classiche ed originali cattedrali inglesi o francesi.
La Washington National Cathedral consiste in una struttura essenzialmente rettangolare con nove navate interne con l'intersezione di un transetto a sei navate. All'intersezione dei due transetti si trova la Gloria in Excelsis Tower, alta alla sua cima 206 metri dal livello del mare e rappresenta nel contempo il punto più alto di Washington; la Pilgrim Observation Gallery - che occupa la parte esterna che conduce alla grande torre - consente inoltre di avere una splendida vista sul panorama della città. Unica nel Nord America, la torre centrale della cattedrale ha due serie di campane: 53 ordinarie e 10 a pedale. La cattedrale sorge sul Mount Saint Alban ed occupa in totale un'area di 230.000 m².
Il portale centrale dispone di un timpano sul quale è raffigurato a bassorilievo il cammino del pellegrino.
La pietra utilizzata nella costruzione è una pietra gialla tipica dello stato dell'Indiana, anche se non mancano i moderni materiali utilizzati per la costruzione delle parti più delicate come il tetto o le campane, con l'intento di rendere la struttura solida e duratura.
Il pulpito è stato intagliato secondo le forme di quello della cattedrale di Canterbury, mentre la cattedra episcopale è stata modellata sulle forme di quella dell'Abbazia di Glastonbury. L'altare maggiore, detto Altare di Gerusalemme ("Jerusalem Altar"), è realizzato con pietre provenienti dalla Cava di Salomone presso Gerusalemme in Terrasanta, la stessa dalla quale la leggenda vuole siano stati estratti i materiali per la costruzione del famoso Tempio di Salomone. Sul pavimento, di fronte all'altare, si trovano dieci pietre provenienti dalla Cappella di Mosè sul Monte Sinai e simboleggiano i dieci comandamenti come fondamento per la costituzione dell'altare.
Le opere artistiche sono innumerevoli, tra cui 200 vetrate, di cui la più famosa è indubbiamente la Space Window, realizzata in onore dell'allunaggio del 1969, che include un frammento di pietra lunare al suo centro. Molti degli elementi decorativi hanno chiari richiami al simbolismo cristiano, anche se non manca di commemorare i personaggi fondamentali della storia americana, rappresentati in un grande mosaico nel nartece della struttura, oltre alle bandiere di tutti gli stati americani che adornano la navata centrale.
La cattedrale è stata costruita con molte "imperfezioni" a riprendere la filosofia medioevale che intendeva Dio come l'unico essere perfetto. Questo è ravvisabile soprattutto nelle cappelle laterali che sono state realizzate in stile Normanno, Romanico o Gotico tradizionale, a voler riprendere i modelli comuni in Europa.

### Gli architetti
Gran parte del progetto per la cattedrale venne realizzato da George Frederick Bodley, un architetto divenuto famoso per la sua tendenza al neogotico inglese. Il paesaggista Frederick Law Olmsted fu invece uno dei contributori al progetto, occupandosi prevalentemente dell'area dell'altare maggiore e del presbiterio. Dopo la morte di Bodley nel 1907 il suo collaboratore più stretto, Henry Vaughan fece alcune revisioni sul disegno originale, ma i lavori vennero inevitabilmente interrotti durante la prima guerra mondiale e lo stesso Vaughan morì nel 1917. Quando i lavori ripresero, il capitolo scelse il newyorkese studio di architettura Frohman, Robb and Little per portare l'opera a compimento. Philip Hubert Frohman, che era stato precoce nel proprio apprendistato, era assolutamente d'accordo nel voler mantenere il progetto originario di Bodley, inclusa l'aggiunta della terza torre e dell'ampliamento della grande facciata ovest, seppur con alcuni piccoli aggiustamenti. Alla morte di Frohman nel 1972, i progetti non vennero più variati.

### Organi a canne
L'organo a canne principale della cattedrale è stato costruito nel 1938 dall'organaro statunitense Ernest M. Skinner ed ampiamente modificato ed ampliato dalla ditta organaria Aeolian Company nel 1963, nel 1970 e nel 1975. Lo strumento attuale, con 159 registri per un totale di 10647 canne, è tra i 20 organi più grandi al mondo. Esso conta quattro tastiere di 61 note ciascuna ed una pedaliera di 32 note ed è a trasmissione elettrica.
Nella cattedrale si trovano altre due organi: uno positivo a trasmissione elettrica a sistema multiplo, mobile, e quello della Bethlehem Chapel.

### Il doccione di Dart Fener
Una delle maggiori stranezze della cattedrale è certamente un doccione col volto di Dart Fener, il famoso cattivo della saga di Guerre stellari, frutto di un concorso indetto negli anni ottanta tra i bambini per la creazione di una gargolla da apporre nella cattedrale, per il quale venne scelto uno dei soggetti più popolari dell'epoca.
Durante gli anni ottanta, periodo in cui venivano erette le torri a ovest della cattedrale di Washington e pochi anni prima che venisse terminata l'intera struttura, la rivista per ragazzi National Geographic World indisse un concorso nel quale i bambini partecipanti furono invitati a disegnare delle immagini che sarebbero state utilizzate come modello dei doccioni dell'edificio. Le figure vincitrici della competizione furono una ragazza con i codini che indossa le bretelle, un procione, un uomo con grandi denti che porta un ombrello e la maschera di Dart Fener, il più famoso cattivo della serie Guerre stellari, che venne proposta da un giovane di Kearney (Nebraska) di nome Cristopher Rader e che si piazzò al terzo posto. Quest'ultima, dopo essere stata scolpita da Jay Hall Carpenter, che prese a modello delle immagini delle pellicole della serie, venne in seguito tradotta in calcare da Patrick J. Plunkett e collocata sul lato esterno settentrionale della chiesa. Oggi il doccione di Dart Fener è uno degli elementi decorativi più famosi della struttura, è divenuto un'attrazione per molti fan della serie di George Lucas ed è stato talvolta citato nella cultura di massa. Quello raffigurante il volto di Dart Fener è uno dei 112 doccioni e gargolle in calcare della Cattedrale dei Santi Pietro e Paolo ed è posto sotto i pinnacoli della torre a nord-ovest. Esso fa parte del sistema di drenaggio della struttura ed è finalizzato a deviare l'acqua piovana che potrebbe altrimenti erodere i muri di pietra. Essendo di piccole dimensioni e posto poco sotto i pinnacoli, il doccione di Dart Fener è difficile da vedere a occhio nudo e per notarlo è necessario servirsi di un binocolo.